# Jules Pascin
Jules Pascin (Bulgaars: Юлиус (Юлий) Мордекай Пинкас, Julius Mordecai Pinkas) (Vidin, Bulgarije, 31 maart 1885 – Parijs, 20 juni 1930) was een Bulgaars-Amerikaanse schilder en tekenaar van gemengde afkomst: zijn vader was een sefardische Jood, zijn moeder was van Servisch-Italiaanse origine.

## Leven en werk
Jules Pascin heette eigenlijk Julius Mordecai Pincas, maar veranderde zijn naam onder druk van zijn familie, die bezorgd was om zijn levenswijze, in 1905 naar Pascin, een anagram van zijn oorspronkelijke achternaam.
Al in zijn jeugd toonde Pascin een grote aanleg voor tekenen. Hij studeerde in Wenen en later in München, waar hij meewerkte aan het Duitse satirische weekblad Simplicissimus.
Na omzwervingen door Europa trok hij in 1914 bij het uitbreken van de Eerste Wereldoorlog naar de Verenigde Staten. Zijn geliefde, de Franse schilderes Hermine David (1886 – 1970), een achterkleindochter van Jacques-Louis David, volgde hem enkele weken later. Zij trouwden een paar jaar later en Pascin liet zich in 1920 naturaliseren tot Amerikaan.

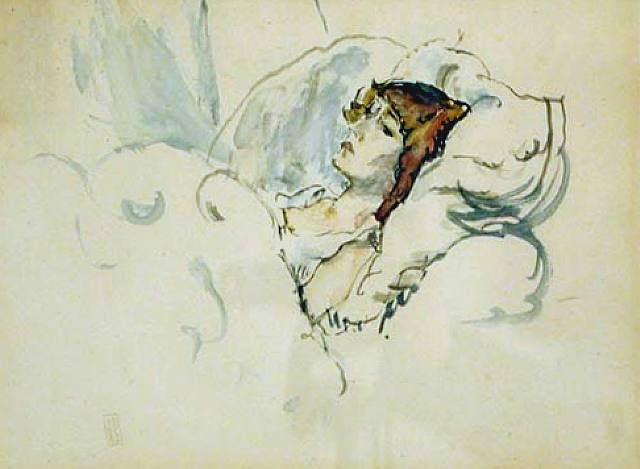
Hermine in bed

Vervolgens vestigde hij zich in Parijs, waar hij leefde als een bohemien en zich de bijnaam 'Prins van Montparnasse' verwierf.
Pascin leed in toenemende mate aan een alcoholverslaving en depressies. In 1930 pleegde hij zelfmoord in zijn woning in Parijs door zich op te hangen. Hij werd begraven op de begraafplaats van Montparnasse.
Pascins werk, dat wel gerekend wordt tot het expressionisme, omvat portretten en veelal erotisch-getinte en satirische afbeeldingen, die zich kenmerken door in elkaar overvloeiende tere kleurschakeringen. Hij maakte ook aquarellen en enkele boekillustraties.